# Wanna Come In?
Wanna Come In? – rozrywkowo-randkowy amerykański program telewizyjny. Fabuła programu wygląda następująco: zabieramy się za niedoświadczonych randkowiczów płci męskiej, którzy mają problemy w nawiązaniu kontaktów z dziewczynami. W odniesieniu zwycięstwa pomagają im doświadczeni randkowicze, który aranżuje spotkanie i z ukrycia czuwa nad tym, aby wszystko szło według planu. Jeśli randka uda się pomyślnie, dziewczyna zaprasza chłopaka do siebie do domu, mówiąc: "Wanna Come In?" czyli Czy zajdziesz do mnie?. Aby dodatkowo uatrakcyjnić fabułę programu, swat wyznacza randkowiczowi różne zadania, za wykonanie których może zarobić od 200 do 1000 dolarów. Dostanie je jednak dopiero wówczas, kiedy dziewczyna zaprosi go do siebie do domu. Jeśli nie wejdzie to wszystkie zarobione pieniądze bezpowrotnie znikają.